# Рейлак Сига
«Рейлак Сига» (яп. レイラック滋賀 Рейракку Шига, англ. Reilac Shiga) — японский футбольный клуб из Кусацу, выступающий в Японской футбольной лиге, четвёртом дивизионе в системе футбольных лиг Японии. Был основан в 2005 году под названием «Сагава Экспресс ФК Киото» (яп. 佐川急便京都サッカー部). С 2012 по 2022 года назывался «МИО Бивако Сига» (яп. MIO びわこ滋賀). С 2023 года называется «Рейлак Сига».

## История
Клуб был основан в 2005 году на основе бывшей команды «Сагава Экспресс ФК Киото». Первоначально клуб назывался «МИ-о Бивако Кусацу», в 2007 году, когда команда добилась продвижения в Японскую Футбольную Лигу, она поменяла название на «МИО Бивако Кусацу».
В 2012 году клуб вновь поменял название на нынешнее, демонстрирую тем самым, что он представляет всю префектуру Сига. Это должно по идее руководства клуба привлечь большое количество поклонников. В 2023 клуб был переименован в «Рейлак Сига».

## Результаты в Японской футбольной лиге
- 2008: 14-е
- 2009: 8-е
- 2010: 11-е
- 2011: 13-е
- 2012: 8-е